# Theologischer Arbeitskreis Pfullingen
Der Theologische Arbeitskreis Pfullingen e. V. ist ein Verein von Hochschullehrerinnen und -lehrern der evangelischen Theologie aus dem gesamten deutschsprachigen Raum mit Arbeitsschwerpunkt im Bereich der Systematischen Theologie. Ziele sind die Förderung der theologischen Forschung und des theologischen Nachwuchses sowie die Stärkung des Dialogs zwischen den Lehrstuhlinhabern mit ihrer unterschiedlichen theologischen wie auch fachlichen Ausrichtung. 
Der Arbeitskreis ist benannt nach dem Ort seiner Entstehung; in Pfullingen fanden ab 1980 (Eilert Herms, Wilfried Härle, Manfred Marquardt und Reiner Preul) im Jakob-Albrecht-Haus die ersten Tagungen statt. Der ursprünglich zur internen Diskussion bestimmte Kreis erweiterte sich schnell zu einem einflussreichen Reflexionsforum der Theologie im deutschsprachigen Raum. 
1986 wurde in Neuendettelsau das erste Graduiertenkolleg durchgeführt, welches ab 1987 jährlich auf Grundlage des Marburger Jahrbuchs Theologie stattfindet. 